# 輝きの法則
『輝きの法則』(かがやきのほうそく)とは、テレビ東京系で2006年7月5日から2009年3月25日まで放送されたミニ番組。第一生命の一社提供。
2005年7月6日から2006年6月28日まで放送された前身番組『輝くとき』(かがやくとき)についても参照。

## 番組概要

### 輝くとき
毎週1名の著名女性を取り上げ、輝きの法則(ライフスタイル)を聞く。ナビゲーターは、進藤晶子。進藤は最終回(2006年6月28日放送)に出演した。

### 輝きの法則
輝くときの後継番組としてスタート。番組内容は輝くときと基本的には同じである。ナビゲーターは、早見優。2008年3月16日にはスペシャルとして放送された。早見は輝くときと同様に、最終回(2009年3月25日放送)に出演した。

## 放送局
輝くとき
テレビ東京系　水曜日22:48-22:54
輝きの法則
テレビ東京系　水曜日22:48-22:54　
| テレビ東京 水曜22:48 - 22:54枠 | テレビ東京 水曜22:48 - 22:54枠 | テレビ東京 水曜22:48 - 22:54枠                   |
| 前番組                         | 番組名                         | 次番組                                           |
| ------------------------------ | ------------------------------ | ------------------------------------------------ |
| .com report ↓ 輝きレディ       | 輝くとき （2005.7- 2006.6）    | 輝きの法則 （2006.7 - 2009.3）                   |
| テレビ東京 水曜22:48 - 22:54枠 |                                |                                                  |
| 輝くとき （2005.7 - 2006.6）   | 輝きの法則 （2006.7 - 2009.3） | 水曜シアター9 ※21:00 - 22:54 （2009.4 - 2010.9） |